# Епархия Румбека
Епархия Румбека (лат. Dioecesis Rumbekensis) — епархия Римско-Католической церкви c центром в городе Румбек, Южный Судан. Епархия Румбек входит в митрополию Джубы.

## История
3 июля 1955 года Святой Престол учредил апостольский викариат Румбека, выделив его из апостольских викариатов Бер-эль-Джебеля (сегодня — Архиепархия Джубы), Бахр-эль-Газаля (сегодня — Епархия Вау) и апостольской префектуры Мапоя (сегодня — Епархия Томбура-Ямбио).
12 декабря 1974 года Римский папа Павел VI выпустил буллу Cum in Sudania, которой преобразовал апостольский викариат Румбека в епархию.
21 марта 1986 года епархия Румбека передала часть своей территории для возведения новой епархии Ей.

## Ординарии епархии
- епископ Ириней Вьен Дуд (3.07.1955 — 10.05.1960);
- епископ Габриэль Дватука Ваги (24.01.1976 — 17.07.1982);
- епископ Чезаре Маццолари (5.11.1998 — † 16.07.2011).
  - Sede Vacante

## Источник
- Annuario Pontificio, Libreria Editrice Vaticana, Città del Vaticano, 2003, ISBN 88-209-7422-3